# Kanton Eygurande
Eygurande is een voormalig kanton van het Franse departement Corrèze. Het kanton maakte deel uit van het arrondissement Ussel. Het werd opgeheven bij decreet van 24 februari 2014, met uitwerking op 22 maart 2015. Alle gemeenten werden opgenomen in het opnieuw gevormde kanton Ussel.

## Gemeenten
Het kanton Eygurande omvatte de volgende gemeenten:
- Aix
- Couffy-sur-Sarsonne
- Courteix
- Eygurande (hoofdplaats)
- Feyt
- Lamazière-Haute
- Laroche-près-Feyt
- Merlines
- Monestier-Merlines
- Saint-Pardoux-le-Neuf